# رعاية الأطفال

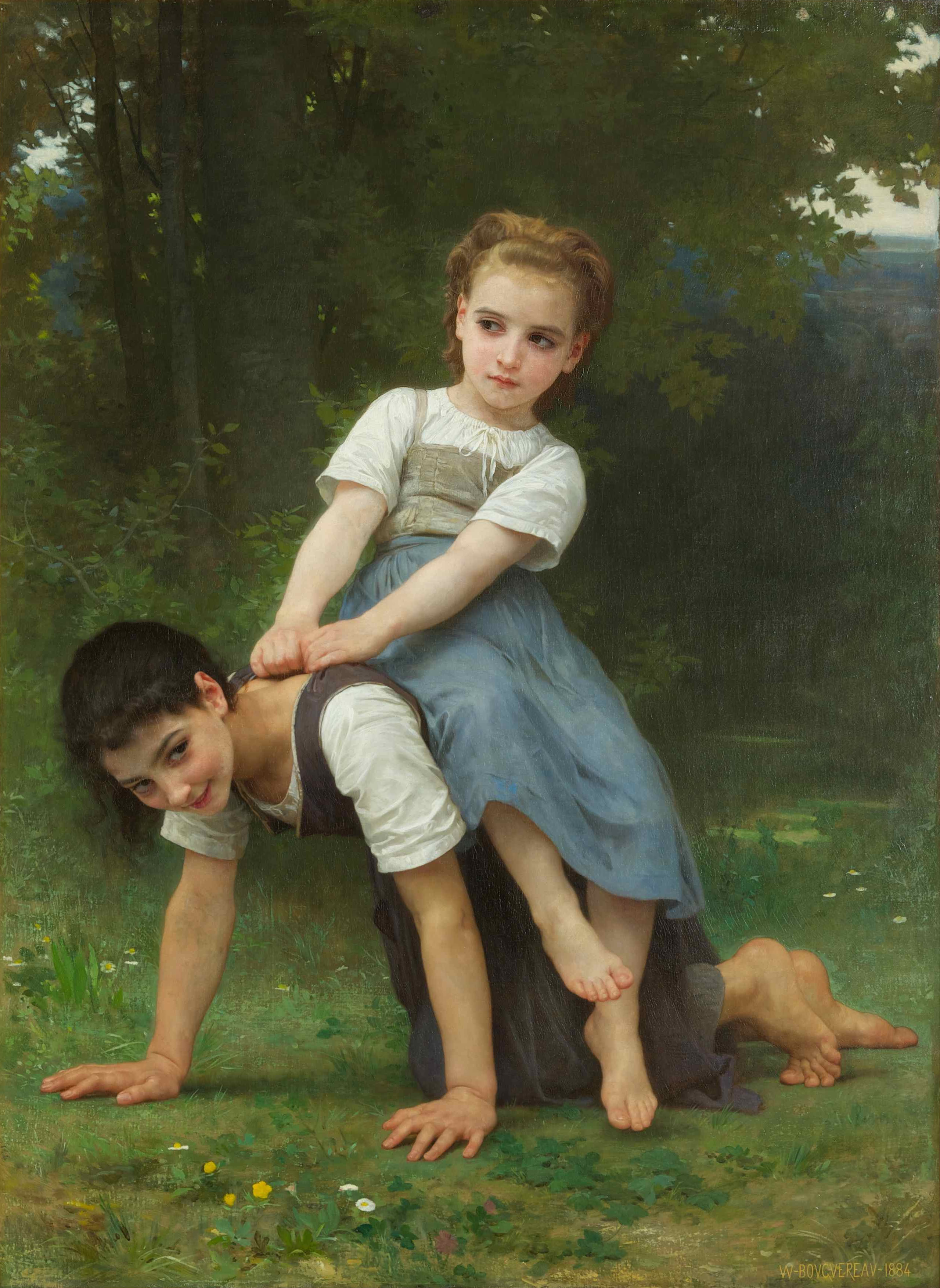

رعاية الأطفال أو ما يعرف باسم الرعاية النهارية، هي رعاية وإشراف على طفل أو أطفال متعددين في وقت واحد، تتراوح أعمارهم بين ستة أسابيع و 13 سنة. رعاية الأطفال هي عمل أو مهارة رعاية الأطفال من خلال مركز رعاية نهارية أو مربيات أو جليسة أطفال أو معلمين أو مقدمي خدمات آخرين. رعاية الأطفال هو موضوع واسع يغطي مجموعة واسعة من المهنيين والمؤسسات والسياقات والأنشطة والاتفاقيات الاجتماعية والثقافية. رعاية الطفل في وقت مبكر هو عنصر مهم في كثير من الأحيان وغالبا ما يتم تجاهلها في تنمية الطفل. يمكن لمقدمي خدمات رعاية الأطفال أن يكونوا أول معلمين للأطفال، وبالتالي يلعبون دورًا أساسيًا في أنظمة تعليم الطفولة المبكرة. يمكن للرعاية الجيدة من سن مبكرة أن يكون لها تأثير كبير على النجاحات المستقبلية للأطفال. ينصب التركيز الرئيسي لرعاية الطفل على نمو الطفل، سواء كان ذلك عقليًا أو اجتماعيًا أو نفسيًا.
في معظم الحالات يتم الاعتناء بالأطفال من قبل والديهم أو الأوصياء القانونيين أو الأشقاء. في بعض الحالات، يُلاحظ أيضًا أن الأطفال يهتمون بالأطفال الآخرين. تشمل هذه الرعاية غير الرسمية توجيهًا شفهيًا وتدريباً صريحًا آخر فيما يتعلق بسلوك الطفل، وغالبًا ما تكون بسيطة مثل «ترقب» الأشقاء الصغار. الرعاية التي ييسرها الأطفال في سن مشابهة تغطي مجموعة متنوعة من الآثار التنموية والنفسية في كل من مقدمي الرعاية والمسؤول. ويرجع ذلك إلى نموهم العقلي في حالة معينة من عدم القدرة على التقدم كما ينبغي أن يكونوا في سنهم. يمكن أيضًا لعب دور العطاء هذا من قبل أسرة الطفل الممتدة. وهناك شكل آخر من أشكال رعاية الأطفال يتزايد على النقيض من تقديم الرعاية العائلية هو رعاية الأطفال في المركز. بدلاً من تقديم الرعاية العائلية، يمكن منح هذه المسؤوليات إلى مقدمي الرعاية المدفوعة الأجر، ودور الأيتام أو دور الحضانة لتوفير الرعاية والإسكان، التعليم.
مقدمي الرعاية المهنية تعمل داخل إطار الرعاية في المركز (بما في ذلك دور الحضانة، الرعاية النهارية، رياض الأطفال والمدارس) أو الرعاية المنزلية (المربيات أو الحضانة العائلية). تتطلب أغلبية مؤسسات رعاية الأطفال المتاحة أن يقوم مقدمو رعاية الطفل بتدريب مكثف على الإسعافات الأولية وأن يكونوا حاصلين على شهادة CPR . وبالإضافة إلى ذلك، تحريات، اختبار المخدرات في جميع المراكز، والتحقق إشارة عادة ما تكون شرطا. يمكن أن تتكون رعاية الطفل من بيئات تعليمية متقدمة تتضمن تعليم الطفولة المبكرة أو التعليم الأولي. «ينبغي أن يكون الهدف من برنامج الأنشطة اليومية لتعزيز التقدم التنموي المتزايد في بيئة صحية وآمنة وينبغي أن تكون مرنة للقبض على مصالح الأطفال والقدرات الفردية للأطفال.» في كثير من الحالات المناسبة مقدم رعاية الطفل هو معلم أو شخص لديه خلفية تعليمية في تنمية الطفل، الأمر الذي يتطلب تدريبًا أكثر تركيزًا جانباً من المهارات الأساسية المشتركة النموذجية لمقدم الرعاية للطفل.
بالإضافة إلى هذه الخيارات المرخصة، قد يختار الآباء أيضًا العثور على مقدم الرعاية الخاص بهم أو ترتيب تبادل / مبادلة رعاية الطفل مع عائلة أخرى.